# Wickes (Arkansas)
Wickes es un pueblo ubicado en el condado de Polk en el estado estadounidense de Arkansas. En el Censo de 2010 tenía una población de 754 habitantes y una densidad poblacional de 124,94 personas por km².

## Geografía
Wickes se encuentra ubicado en las coordenadas 34°17′52″N 94°19′42″O / 34.29778, -94.32833. Según la Oficina del Censo de los Estados Unidos, Wickes tiene una superficie total de 6.03 km², de la cual 5.99 km² corresponden a tierra firme y (0.82%) 0.05 km² es agua.

## Demografía
Según el censo de 2010, había 754 personas residiendo en Wickes. La densidad de población era de 124,94 hab./km². De los 754 habitantes, Wickes estaba compuesto por el 65.12% blancos, el 0.4% eran afroamericanos, el 2.12% eran amerindios, el 0% eran asiáticos, el 0% eran isleños del Pacífico, el 29.97% eran de otras razas y el 2.39% pertenecían a dos o más razas. Del total de la población el 52.12% eran hispanos o latinos de cualquier raza.